# ʿAbd Allāh al-Kalbī
Abd Allāh al-Kalbī detto Abd Allāh (in arabo ‎?; Palermo, ... – Palermo, 989) sesto Emiro della dinastia kalbita che governò la Sicilia a partire dal 985 fino al 989.
Appartenente alla dinastia islamica sciita-ismailita dei Kalbiti di Sicilia, fu successore del fratello Giafar I.

## Biografia
Non sono molte le notizie biografiche su questo Emiro arabo-siciliano, si viene solo a sapere che durante il suo regno si compì una generale pacificazione sia dal punto di vista della politica interna che tra cristiani e islamici. La pacificazione interna si tradusse, in politica estera, nella ripresa delle ostilità navali contro l'Impero Bizantino, la Repubblica di Venezia e la Repubblica di Pisa. Non è dato sapersi se il suo regno si concluse per morte o abdicazione, gli successe nel 989 il figlio Yūsuf ibn al-Kalbī sotto cui l'Emirato di Sicilia raggiunse per la prima volta l'apice della sua potenza militare e politica